# Delo Artamonovych
Delo Artamonovych (Дело Артамоновых) è un film del 1941 diretto da Grigorij L'vovič Rošal'.
Adattamento cinematografico del romanzo di Maksim Gor'kij, L'affare degli Artamonov del 1925,
il film si svolge lungo mezzo secolo, dalla riforma contadina e l'abolizione della servitù della gleba agli eventi rivoluzionari del 1917.